# Eppie Klein
Eppie Klein (Elburg, 1955) is een Nederlands bestuurder en SGP-politicus.

## Biografie
Naast zijn opleiding aan de Agrarische Hogeschool in Dronten heeft hij ook gestudeerd aan de lerarenopleiding in Goes en Utrecht. Daarna is hij docent geweest in het voortgezet onderwijs op scholen in Goes, Amersfoort en Apeldoorn. Daarnaast zat hij in de lokale politiek. Zo was Klein van 1986 tot 1990 in Nunspeet gemeenteraadslid en van 1994 tot 2002 was hij dat in de gemeente Elburg. Voor de Tweede Kamerverkiezingen van 2003 stond Klein op de vierde plaats op de kandidatenlijst.
Van 1999 tot 2007 was Klein voorzitter van de Centrale Directie van de Jacobus Fruytier Scholengemeenschap in Apeldoorn en omgeving. In 2000 werd hij daarnaast lid van de Provinciale Staten van Gelderland. Vanaf de zomer van 2006 was hij ongeveer een half jaar waarnemend burgemeester van Lingewaal en een groot deel van 2007 was Klein waarnemend burgemeester van Renkum.
Eind 2009 kwam hij in het nieuws vanwege anti-islamitische uitspraken waarvoor hij later zijn excuses heeft aangeboden. Eppie Klein was tevens parttime biologiedocent aan het Cheider College te Amsterdam. Vanaf 18 januari 2021 was Klein waarnemend burgemeester van het Gelderse Scherpenzeel. Naast zijn waarnemend burgemeesterschap is hij bestuurder van het Sprengen College en is hij als eigenaar van ECM dialoog actief als organisatieadviseur en coach. Rondom de fusiebesprekingen tussen Scherpenzeel en de gemeente Barneveld kwam Klein in conflict met Commissaris van de Koning John Berends. Enkele uren nadat minister Kajsa Ollongren op 7 oktober 2021 de fusie afblies, werd waarnemend burgemeester Klein door Berends ontslagen. De gemeenteraad van Scherpenzeel was hierover verdeeld en Klein kondigde aan dit ontslag aan te vechten.